# Мяготин, Николай Андреевич
Никола́й Андре́евич Мяго́тин (Ко́ля Мяго́тин; 9 мая 1918, Коробейниково, Тобольская губерния — 25 октября 1932, Колесниково, Уральская область) — советский школьник, в советское время получивший известность как пионер-герой, символ борца с кулачеством, наравне с Павликом Морозовым.

## Биография
Николай Андреевич Мяготин родился 9 мая 1918 года в бедной крестьянской семье в селе Коробейниково (Колесниково) Мало-Чаусовской волости Курганского уезда, Тобольской губернии, ныне село Колесниково входит в Кетовский муниципальный округ Курганской области. Отец Андрей Петрович Мяготин. По советской версии красногвардеец, погибший в гражданскую войну в 1918 году. По постсоветской версии умер от холеры осенью 1918 года. В семье четверо детей.
После смерти отца, Коля отдан матерью, Ариной Осиповной, в детский дом в село Мокроусово (ныне административный центр Мокроусовского муниципального округа Курганской области), где он воспитывался до 11 лет и вступил во Всесоюзную пионерскую организацию имени В. И. Ленина (по другим данным вступил в организацию уже вернувшись в родное село).
Вернувшись к матери, хорошо учился в школе. Летом работал в колхозе имени VIII райсъезда. Активно участвовал в общественной жизни: был вожатым пионерского звена, членом учкома и редколлегии школьной газеты.
Николай Андреевич Мяготин убит 25 октября 1932 года около села Колесниково Колесниковского сельсовета Курганского района Уральской области, ныне село входит в Кетовский муниципальный округ Курганской области.
Похоронен в центре села Колесниково, ныне Кетовский муниципальный округ Курганской области. В 1968 году был установлен сделанный из железобетона надгробный памятник. Скульптор Виктор  Алексеевич Епишев. В октябре 2023 года ООО «Ресткомплектпроект» вывезло памятник для реставрации — 55°19′31″ с. ш. 65°32′25″ в. д.
31 октября 1932 были арестованы братья Иван (1906—1933), Михаил (1908—1933) и Пётр Яковлевичи Вахрушевы, 21 ноября 1932 года — Фотей Фотеевич Сычев (1894—1933). 30 декабря 1932 года выездная сессия Уральского областного суда в Кургане по делу об убийстве Коли Мяготина приговорила пять жителей села Колесниково к расстрелу по статьям 58-8 «Террористические акты, направленные против представителей советской власти или деятелей революционных рабочих и крестьянских организаций» и 58-11 «Всякого рода организационная деятельность, направленная к подготовке или совершению предусмотренных в настоящей главе контрреволюционных преступлений» (кулак Фотей Сычев, подкулачники Иван и Михаил Вахрушевы, пособник кулаков бригадир Шушарин, кулак Фомин), шесть человек — к десяти годам лишения свободы и одного — к году принудительных работ. Сразу после суда Петя Вахрушев (по официальной версии — друг Коли, предавший его) исчез без следа. Ещё через неделю нашли повешенной его мать. 20 апреля 1933 года приговор был приведён в исполнение.
7 марта 1996 года состав преступления Фотея Сычева, Ивана и Михаила Вахрушевых из политической статьи 58-8 (терроризм) был переквалифицирован в уголовную статью 136, пункты «г» и «в» (умышленное убийство при отягчающих обстоятельствах); статья 58-11 из обвинения исключена; мера наказания снижена до 10 лет лишения свободы.
В 1999 году Президиум Верховного Суда Российской Федерации по делу об убийстве Коли Мяготина десять человек реабилитировал полностью как невиновных (кроме Фотея Сычева и Ивана Вахрушева).

## Советская версия убийства
Кулаки старались развалить молодой, ещё не окрепший колхоз: портили колхозный инвентарь, калечили и воровали колхозный скот. Пионер Коля Мяготин стал писать о происках кулаков в районную газету. Об одном из случаев крупной кулацкой кражи колхозного хлеба он сообщил в сельский совет.
В октябре 1932 года кулак Фотей Сычев подговорил подкулачников, хулиганов братьев Ивана и Михаила Вахрушевых убить пионера. Он разработал коварный план: использовать дружбу между Колей и Петькой Вахрушевым, младшим из братьев. Однажды Петька, наученный братом и Фотеем, уговорил Колю пойти за подсолнухами. За далекой сельской околицей, на узенькой тропке подсолнечного поля встретились два врага: четырнадцатилетний пионер Коля Мяготин и наемник кулаков Иван Вахрушев. Тяжело раненный в ногу, истекающий кровью Коля долго лежал на холодной земле. Петька, заведший его в ловушку, сбегал в деревню и сообщил брату, что Мяготин ещё жив. На этот раз пришел Фотей с заряженным картечью ружьем и закончил кровавую расправу.

## Постсоветская версия убийства
Коля Мяготин не был пионером и расхитителей колхозного зерна не разоблачал. Пошёл вместе с Петром Вахрушевым за подсолнухами. За деревней ранен в ногу сторожем. Пётр Вахрушев прибежал домой, чтобы брат на лошади увёз раненого Мяготина в больницу. Брат был пьян, а его собутыльник Фотей Сычев поехал и убил Колю. Сперва Вахрушев рассказал на допросе о стороже. Но на втором допросе неожиданно изменил показания, указав, что Колю убили два его старших брата.
Государственный обвинитель Б. Сахаров, в 1990-е годы занимавшийся пересмотром уголовного дела о гибели Коли, полагает, что в произошедшем не было никакой политической составляющей. Никакой политической преступной группы, якобы осуществившей спланированный террор в отношении Коли Мяготина, не было. Хищение хлеба с тока и порыв ремня на молотилке произошли через неделю после смерти Мяготина, поэтому Коля не мог написать донос. Факт хищения хлеба не доказан. Состав преступления из политической статьи был переквалифицирован в уголовную.

## Память
- Улица Коли Мяготина в городе Кургане (до 2 марта 1933 года Вокзальная улица).
- Улицы Коли Мяготина в посёлке Утяк (с 1989 года в черте города Кургана); в городе Шадринске, посёлке Варгаши, сёлах Кетовского муниципального округа: Большое Чаусово, Каширино, Кетово, Колесниково.
- Бронзовая скульптура в сквере на перекрёстке улиц К. Мяготина и Красина в городе Кургане с надписью «Пионер-герой Коля Мяготин зверски убитый кулаками 25 октября 1932 года в с. Колесниково»[9]. Сооружена по решению Совета областной пионерской организации имени В. И. Ленина от 24 ноября 1960 года. Закладка состоялась 19 мая 1962 года. Архитектурный проект и скульптура разработаны Анатолием Ивановичем Козыревым. Изготовлена рабочими Курганского завода колёсных тягачей имени Д. М. Карбышева. Открытие памятника 19 мая 1964 года. Решением Курганской городской Думы от 16 февраля 1999 года табличка на памятнике была снята. Отделу культуры поручалось разработать новый текст. Альтернативную надпись на табличке предложил сделать на заседании Курганской городской Думы Председатель Коалиции демократических сил Николай Николаевич Лебёдкин. 19 мая 2002 года курганские коммунисты самовольно устанавливали на скульптуре табличку «Пионер Коля Мяготин»[10]. 29 августа 2002 года Комиссия Курганской городской Думы приняла решение: табличку снять, как незаконно установленную, но Дума не утвердила решение комиссии[11] — 55°26′16″ с. ш. 65°19′39″ в. д.HGЯO
- Постановлением Курганского городского Совета от 24 мая 1954 года имя Коли Мяготина присвоено Дворцу пионеров и школьников (ныне МБОУДО «Дворец детского (юношеского) творчества» города Кургана).
- В селе Колесниково его имя носит восьмилетняя школа, Дом культуры, открыт музей.
- Занесен в книгу Почета Всесоюзной пионерской организации имени В. И. Ленина (второй после Павлика Морозова).
- Дизель-электроход «Коля Мяготин», построен «Нептун верфт» (VEB Schiffswerft Neptun) г. Росток, ГДР; в октябре 1983 года получил серьёзные повреждения в Колючинской губе Чукотского моря.
- Пионерский лагерь им. Коли Мяготина (Курганская область, Белозерский район).
- Ему посвящена песня «Чёрного Лукича» под названием «Коля Мяготин»[12].
- В городе Кургане много лет проводился ежегодный юношеский турнир по боксу памяти Коли Мяготина.